# Visita de Juan Pablo II a Ecuador
La Visita de Juan Pablo II a Ecuador, realizada entre el 29 de enero y el 1 de febrero de 1985, fue el único viaje del papa Juan Pablo II a Ecuador y fue la primera oportunidad en que un papa ha visitado ese país sudamericano, hasta la visita del papa Francisco en 2015.
Este hecho histórico, que se enmarcó dentro del viaje apostólico número 25 de Juan Pablo II (donde también visitó Venezuela y Perú), revolucionó a los fieles del catolicismo, y contrajo múltiples significados y hechos, debido a que se desarrolló durante la presidencia de León Febres-Cordero, sirviendo para distender en cierta medida las tensiones políticas de ese entonces.

## Antecedentes
El 23 de enero de 1984, los obispos ecuatorianos enviaron una carta dirigida al papa Juan Pablo II, en donde le reiteraban su invitación al país: "Los Obispos del Ecuador solicitamos por unanimidad vuestra visita pastoral a nuestra patria". 
La respuesta de Juan Pablo II fue dada a conocer por la Nunciatura Apostólica el 22 de octubre de 1984, en donde se anunció su visita para el primer trimestre de 1985.

## Cronología
Las actividades realizadas por el papa en Ecuador fueron:
| Día                             | Hora  | Lugar                                                 | Actividad |
| ------------------------------- | ----- | ----------------------------------------------------- | --- |
| 29 de enero de 1985 (martes)    | 17:56 | Aeropuerto Internacional Mariscal Sucre, Quito        | Bienvenida al Ecuador. |
| 29 de enero de 1985 (martes)    | 19:00 | Catedral Metropolitana de Quito                       | Discurso a clérigos ecuatorianos y Ceremonia de bendición a Quito y al Ecuador.                                                                                                |
| 29 de enero de 1985 (martes)    | 19:35 | Palacio de Carondelet, Quito                          | Reunión con León Febres-Cordero. |
| 30 de enero de 1985 (miércoles) | 08:00 | Estadio Olímpico Atahualpa, Quito                     | Encuentro con los jóvenes. |
| 30 de enero de 1985 (miércoles) | 10:00 | Radio Católica Nacional del Ecuador, Quito            | Visita a las instalaciones de Radio Católica Nacional del Ecuador. |
| 30 de enero de 1985 (miércoles) | 11:00 | Parque La Carolina, Quito                             | Encuentro con pobladores. |
| 30 de enero de 1985 (miércoles) | 12:00 | Basílica del Voto Nacional, Quito                     | Eucaristía y encuentro con religiosas. |
| 30 de enero de 1985 (miércoles) | 15:00 | Iglesia de la Compañía, Quito                         | Encuentro con el mundo de la cultura. |
| 30 de enero de 1985 (miércoles) | 17:00 | Plaza de San Francisco, Quito                         | Encuentro con trabajadores. |
| 31 de enero de 1985 (jueves)    | 08:00 | Explanada del Estadio La Cocha, Latacunga             | Encuentro con los indígenas. |
| 31 de enero de 1985 (jueves)    | 12:00 | Parque Miraflores, Cuenca                             | Concentración masiva y Encuentro por la paz. |
| 31 de enero de 1985 (jueves)    | 15:00 | Catedral de la Inmaculada Concepción, Cuenca          | Eucaristía de la familia. |
| 31 de enero de 1985 (jueves)    | 18:30 | Iglesia Nuestra Señora de Czestochowa, Guayaquil      | Contempló la imagen de Nuestra Señora de Czestochowa que había enviado en días pasados al templo levantado por su recuperación luego de sus atentado en la Plaza de San Pedro. |
| 31 de enero de 1985 (jueves)    | 19:00 | Santuario de Nuestra Señora de La Alborada, Guayaquil | Encuentro con religiosas. |
| 31 de enero de 1985 (jueves)    | 20:10 | Santuario de Nuestra Señora de La Alborada, Guayaquil | Coronación de la María en la Aurora de la Redención. |
| 1 de febrero de 1985 (viernes)  | 08:10 | Guasmo, Guayaquil                                     | Eucaristía de la reconciliación y beatificación de Mercedes de Jesús Molina.                                                                                                   |
| 1 de febrero de 1985 (viernes)  | 12:00 | Aeropuerto Internacional Simón Bolívar, Guayaquil     | Despedida. |

## Desarrollo

### 29 de enero
Juan Pablo II llega al Aeropuerto Internacional Mariscal Sucre en Quito el día 29 de enero, en una visita de 4 días.

### 30 de enero
En la mañana del miércoles 30 de enero, se realizó un encuentro con los jóvenes en el Estadio Olímpico Atahualpa, "Lugar de competiciones, pero también del dolor y sufrimiento", refiriéndose a los atropellos a los derechos humanos ocurridos en ese lugar. 
En la liturgia que ofició en el Estadio, el Papa, señalando con la mano una imagen de Jesucristo ubicada en el marcador del Estadio, dijo:

"Os saludo afectuosamente y agradezco la calurosa acogida que brindáis a quien viene a vosotros como amigo y como Sucesor de San Pedro. El entusiasmo y el intenso vibrar de vuestras voces juveniles despiertan en mí espíritu sentimientos de esperanza. Con vosotros la Iglesia, el Ecuador y el mundo sienten renovar sus energías".
Juan Pablo II en el Estadio Olímpico Atahualpa

### 31 de enero - 1 de febrero
También visitó las ciudades de Latacunga, Cuenca y Guayaquil, en donde se realizó una ceremonia de despedida de Ecuador, en el Aeropuerto Internacional Simón Bolívar. 
Su viaje apostólico continuó hacia Lima, Perú.